# 피치 공주

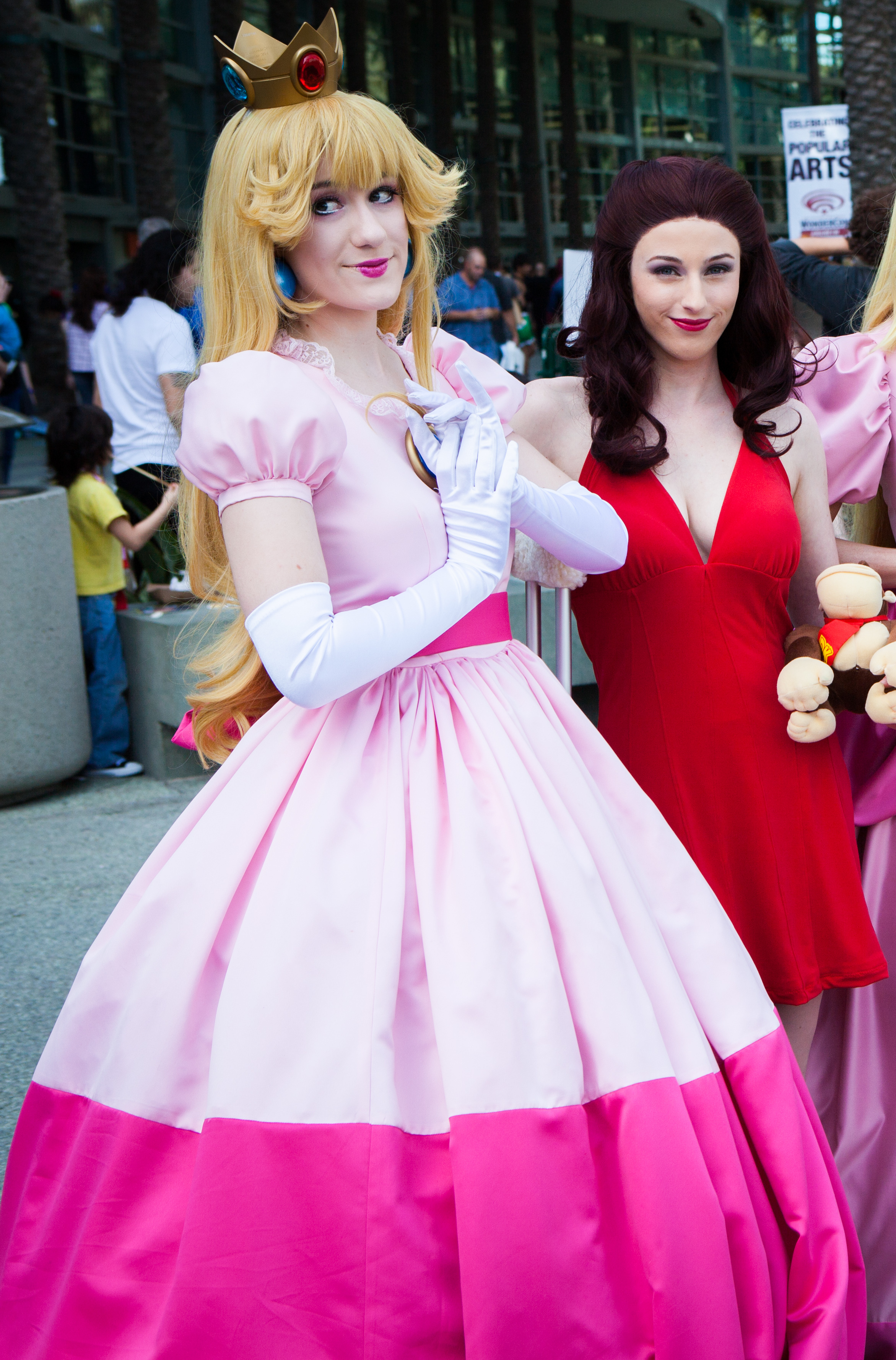

피치 공주(일본어: ピーチ姫 피치히메[*], 영어: Princess Peach)는 마리오 시리즈에 등장하는 캐릭터. 《슈퍼 마리오 시리즈》에서는 보통 쿠파에게 잡혀가 마리오가 구하러 모험하는 스토리가 전개된다. 그러나 《마리오 골프 시리즈》, 《마리오 테니스 시리즈》, 《마리오 축구 시리즈》, 《마리오 야구 시리즈》, 《마리오 농구 3대3》, 《마리오 스포츠 믹스》, 《마리오와 소닉 올림픽 시리즈》, 《마리오 카트 시리즈》 등의 마리오 캐릭터가 나오는 스포츠 시리즈, 《마리오 파티 시리즈》, 《슈퍼 스매시브라더스 시리즈》 등 상당수 《마리오 시리즈》 게임들에서 단골로 플레이가 가능한 캐릭터로 등장한다. 《동키콩 (비디오 게임)》에서의 레이디와 《슈퍼 마리오 랜드》에서의 데이지 공주도 납치당했던 것으로 묘사되어있지만 피치공주와는 전혀 다른 캐릭터이다.

## 구상 및 창작
피치 공주의 초기 외형은 미야모토가 직접 그렸으며 이후 고타베 요이치가 미야모토의 주문에 따라 디자인했다.

## 등장
1985년작 《슈퍼 마리오브라더스》에서 첫 등장, 붙잡힌 히로인으로 등장했으며, 이후로도 본인이 출연한 3분의 1정도 분량의 작품에서 납치를 당해 왔다. 그러나 1988년작 《슈퍼 마리오 USA》에서 처음으로 조작 가능한 캐릭터로 등장했고, 1996년작 《슈퍼 마리오 RPG》에서 마리오에게 구출받은 이후로 자신의 마법능력을 이용하여 '회복형 어태커'로 활약했다. 또한 2005년작 《슈퍼 프린세스 피치》에서 캇사라는 우산을 들고 마리오, 루이지, 키노피오들을 구출하고 보스인 쿠파를 소탕했다. 2007년작 《슈퍼 페이퍼 마리오》에서도 처음엔 납치당했지만 모험과정에서 보스 카멜레곤을 제압하고 루이지의 흑화형태인 보스 '미스터 L'을 소탕했다.
이후 2013년작 《슈퍼 마리오 3D 월드》에서 마리오, 루이지, 파랑키노피오, 로젤리나와 함께 보스인 쿠파를 소탕하고 스프릭시 7공주를 구했다. 2016년작 《슈퍼 마리오 런》에서는 처음엔 보스인 쿠파에게 납치당하지만 마리오에게 구출받은 이후로는 플레이어블 캐릭터가 되어 보스인 쿠파를 소탕한다. 2017년 8월에 출시될 《마리오+래비드 킹덤 배틀》에서는 마리오, 루이지, 요시, 《더 래비드》 4 캐릭터들과 함께 보스를 소탕한다. 또 슈퍼마리오 오디세이 극후반에 쿠파와 마리오를 동시에 차는 모습을 보여주는데 이 장면 때문에 여태까지 자신을 구하러 와준 마리오를 홀대한다는 말이 나돌기도 했다.

### 그 외 마리오 게임
피치의 아기 버전이 《요시 아일랜드 DS》, 《마리오 카트 시리즈》, 《마리오 테니스 오픈》, 《마리오 야구 시리즈》 등에서 플레이가 가능한 캐릭터로 등장한다.

### 기타 매체

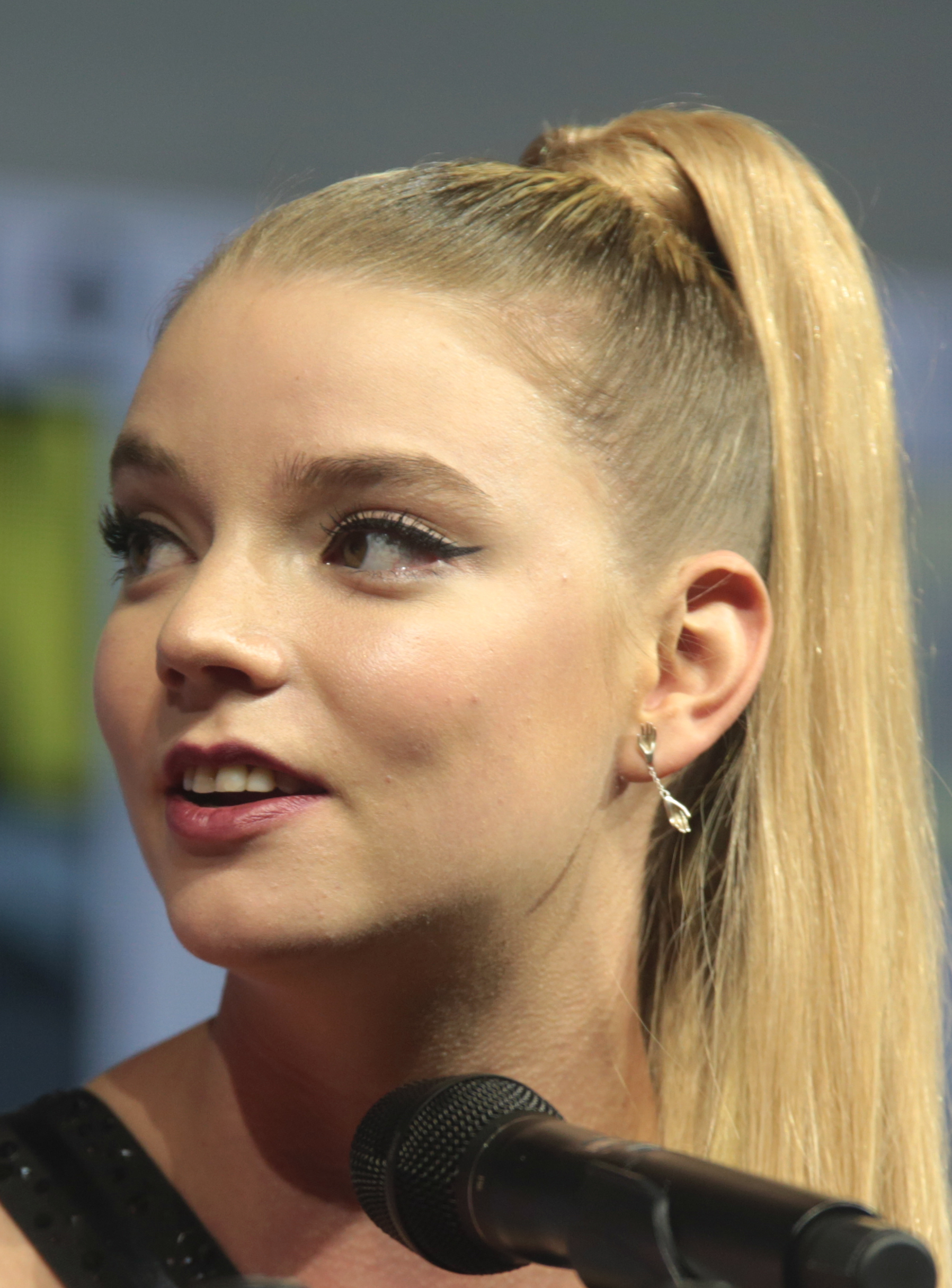
안야 테일러조이는 《슈퍼 마리오 브라더스》에서 피치 역을 맡았다.

2023년 영화 《슈퍼 마리오 브라더스》에서는 안야 테일러조이가 피치의 연기를 맡았다. 해당 배역은 2021년 9월자 닌텐도 다이렉트에서 다른 주요출연진과 함께 공개됐다. 영화에서 피치는 어린 시절 키노피오에게 길러진 버섯 왕국의 주민으로 마리오의 길잡이이자 연애대상이다.

## 능력
1. 뛰어난 마법능력을 가지고 있다. 《마리오&루이지 RPG 2》에서는 게돈코공주의 언니를 봉인하고 《마리오&루이지 RPG 3 쿠파 몸속 대모험》에서는 옐로스타와 힘을 합하면 쿠파를 성벽을 부숴버리면서 멀리 날려버렸고, 《마리오&루이지 RPG 4 드림 어드벤처》드림 스톤을 파괴했다. 《마리오 골프 월드 투어》에서는 '피치 클럽 모드'의 모든 코스에서 우승할 시 피치공주가 직접 마법으로 트로피를 만들어 수여해준다.
2. 간호사로서 치료능력을 가지고 있다. 일단 《닥터 마리오》 시리즈들의 공식 이미지들을 보면 의사인 마리오와 함께 간호사로 등장한다. 본인이 납치되는 게임들에서 본인을 구하러오는 마리오를 자신의 치료능력으로 치료해주는 적이 종종 있다.
3. 제빵과 관련된 모습을 보여준다. 《슈퍼 마리오 64 DS》, 《마리오 스토리》 등에서 케이크를 만들고 그 외에도 케이크와 관련된 언급들이 많이 나온다. 《마리오 카트 8》에서 데이지 공주와 함께 운영하는 왕실 제과점 간판이 등장하기도 한다.
4. 《마리오와 소닉 올림픽 시리즈》들과 그 외 각종 《마리오 스포츠 시리즈》들의 20~30개 이상의 스포츠 종목들에서 주요선수로 출전한다. 또한 가끔 본인이 스포츠 행사의 주최자 및 운영자 역할을 하기도 한다.
5. 일부 《슈퍼 마리오 시리즈》에서나 《대난투 스매시브라더스 시리즈》에서는 '공중부양'이라는 기술을 사용한다. 이는 일정시간동안 공중에서 떠오르게 할 수 있는 기술로, 적들 및 장애물들을 피하거나 낭떠러지로 떨어지지 않게하는 유용한 생존기술이다.
6. 요리와 관련된 모습을 보여준다. 《게임보이 갤러리 2》의 미니게임들 중 'Chef'라는 게임이 있는데 그 게임에서 피치공주가 주방장으로 등장한다. 'Chef'는 피치공주가 마리오, 루이지와 함께 요리를 해서 요시에게 음식을 먹이는 게임이다.
7. 한 음악밴드의 리더로서도 활동한다. 《슈퍼 프린세스 피치》에서 게임테마곡들을 들으러 음악 목록으로 가면 리더인 피치공주를 포함한 5인조 밴드가 무대에서 공연하는 모습이 나온다. 밴드 이름은 일본판으로는 불명이고, 북미판으로는 'Peach Hit Five(피치 히트 파이브)'이다.
8. 버섯 왕국의 실질적인 통치자 역할을 한다. 직함은 공주이지만 국가의 주요정책들을 직접 지시하고 마리오, 루이지, 키노피오와 자주 국가회의를 한다. 본인이 국가회의를 하는 모습들은 주로 본인이 납치당하는 게임들의 시나리오 초반에 나온다. 소닉 패밀리와 동반 올림픽 시리즈들을 치르고 사라사랜드의 데이지공주, 별똥별 천문대의 로젤리나 등과 교류가 활발한 모습을 보이는 등 뛰어난 외교력 및 친화력을 가지고 있다. 가끔 자신이 스포츠행사를 직접 주최하고 운영하기도 하는데 그를 통해 관중들을 끌여들어 수입을 벌기도 한다. 또한 즐거워하는 백성들을 보며 기뻐하고 안도하는 모습을 보이고 키노피오들이 봉변을 당했을 때 걱정해주거나 챙겨주는 등 따뜻한 군주의 모습을 보인다.